# Sällskapet för inrättande av småbarnsskolor
Sällskapet för inrättande av småbarnsskolor var en svensk ideell förening.  Det kallades även Stockholms småbarnsskole-sällskap och Sällskapet till inrättande av småbarn-skolor i Sverige. 
Syftet var att informera om, grunda, samla in pengar till och inspektera skolor eller ett slags dagis med undervisning för barn under skolåldern, mellan 2 och 6 år. Det var under 1830-talet en ny idé som hade spridit sig i Europa och USA, och sällskapet invigde sin första småbarnsskola på Stora Barnhuset i Stockholm 1836. Småbarnsskolor inrättades i flera delar av landet och sällskap grundades i andra städer med detta sällskap som förebild bland dem 
Sällskapet för bildande af småbarnsskolor i Göteborg. En av dess ledande krafter var Carl af Forsell. Småbarnsskolorna blev dock aldrig inkluderade i det offentliga skolväsendet och fick därför aldrig offentlig finansiering, och många av dem blev därför tillfälliga och kortvariga. De fanns dock fortfarande kvar vid sekelskiftet 1900. 